# 何廣
何廣（1430年—1489年），字博之，交阯承宣布政使司扶寧縣人，直隸滑縣官籍，治《易經》，年三十一歲中式天順四年庚辰科第三甲第五十六名進士。十一月二十六日生，行三，曾祖何飛景，交阯安潭縣令；祖何春，交阯□郎令；父何汝隆，滑縣主簿；母莫氏；繼母陳氏。具慶下，妻周氏，兄俊利；長壽，弟廙；呈。由國子生中式順天府鄉試第三十五名舉人，會試中式第五十七名。